# Cereus stenogonus
Cereus stenogonus es una especie de planta suculenta perteneciente al género Cereus, dentro de la familia Cactaceae. Se distribuye por el noreste de Argentina, Bolivia, centro-oeste de Brasil y Paraguay.

## Descripción

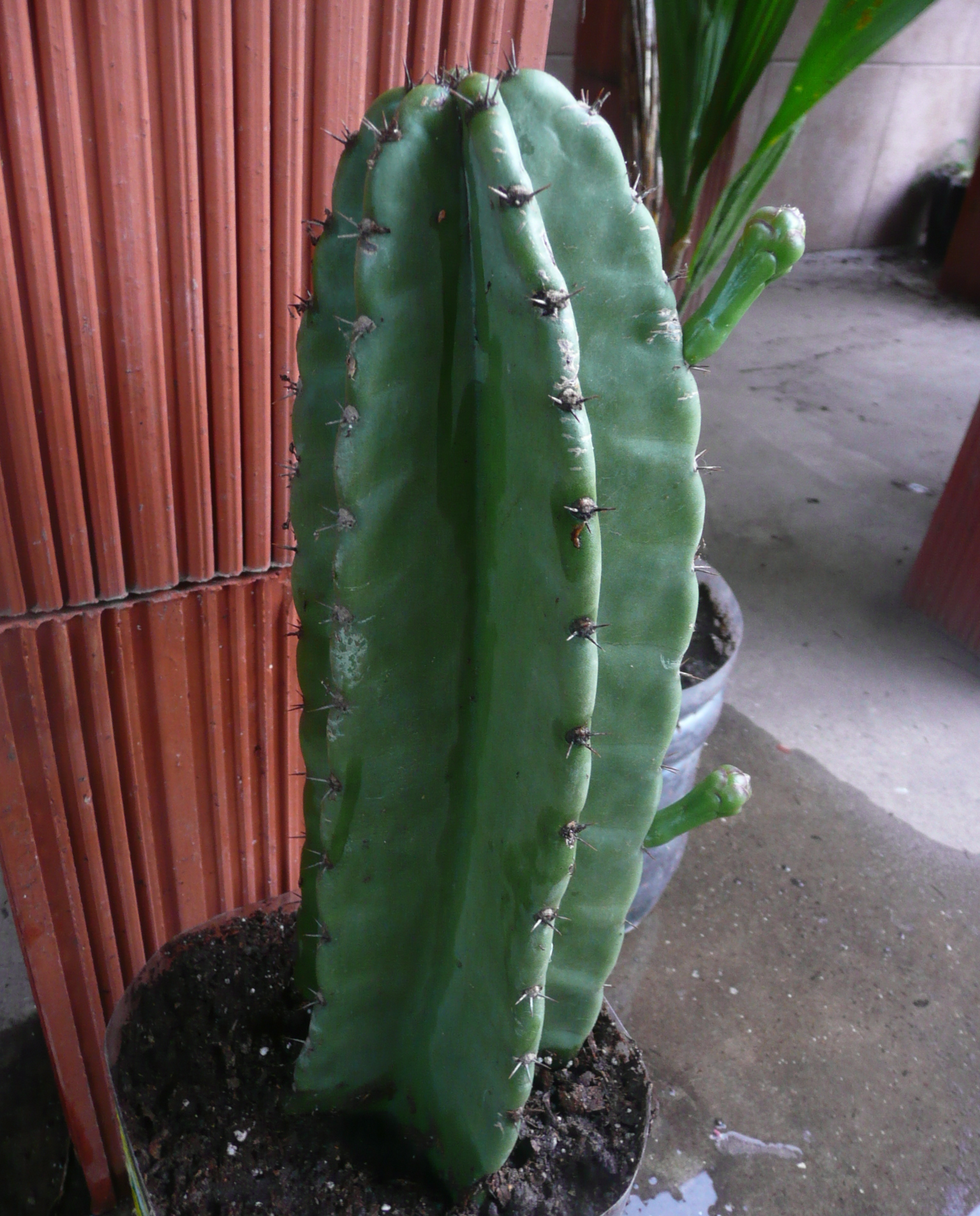
Detalle del tallo

Cereus stenogonus es una especie de cactus que crece en forma de árbol, con tallos erguidos que pueden ser escasos o muy ramificados. Alcanza alturas de hasta 8 m y forma un tronco claro y muy espinoso. 
Los tallos son cilíndricos, inicialmente de color azul verdoso que se vuelven de color azul verdoso claro con la edad. Tienen un diámetro de 6 a 9 cm y presentan de 4 a 5 costillas altas y con muescas profundas. Sobre ellas se asientan areolas muy separadas unas de otras y tienen generalmente de 3 a 4 espinas extendidas. Son gruesas y tienen forma de cebolla en su base, de color amarillo con la punta negra y de hasta 0,7 cm de largo.
Las flores son ligeramente rosadas y miden de 20 a 22 centímetros de largo. Los frutos tienen forma de huevo, son de color rojo y miden hasta 10 cm de largo. Sus semillas se encuentran inmersas en una pulpa de color rojo.

## Distribución y hábitat
El área de distribución nativa de esta especie abarca desde Bolivia hasta el centro-oeste de Brasil y el noreste de Argentina y crece principalmente en el bioma tropical estacionalmente seco, hasta los 500 m sobre el nivel del mar.

## Taxonomía
Cereus stenogonus fue descrita por el botánico alemán Karl Moritz Schumann y publicada por priemra vez en la revista botánica Monatsschrift für Kakteenkunde 9: 165 en 1899.
Etimología
- Cereus: nombre genérico que deriva del término latíno cereus (que se traduce como 'vela' o 'cirio'), haciendo alusión a su forma alargada perfectamente recta.[5]
- stenogonus: epíteto específico que deriva de las palabras griegas stenos (que significa 'estrecho') y gonia (que significa 'borde'), haciendo referencia a las costillas estrechas de la especie.[6]

Sinonimia
- Cereus argentinensis Britton & Rose, 1920
- Cereus dayamii Speg., 1911
- Cereus platygonus Speg., 1911
- Cereus roseiflorus Speg., 1925
- Cereus tacuaralensis Cárdenas, 1964
- Piptanthocereus dayamii (Speg.) F.Ritter, 1980
- Piptanthocereus stenogonus (K.Schum.) F.Ritter, 1979

## Estado de conservación
En la Lista Roja de Especies Amenazadas de la UICN, la especie está clasificada como de “Preocupación Menor (LC)”.

## Usos
Se cultiva principalmente como planta ornamental y su propagación se realiza a través de esquejes o semillas.

## Galería

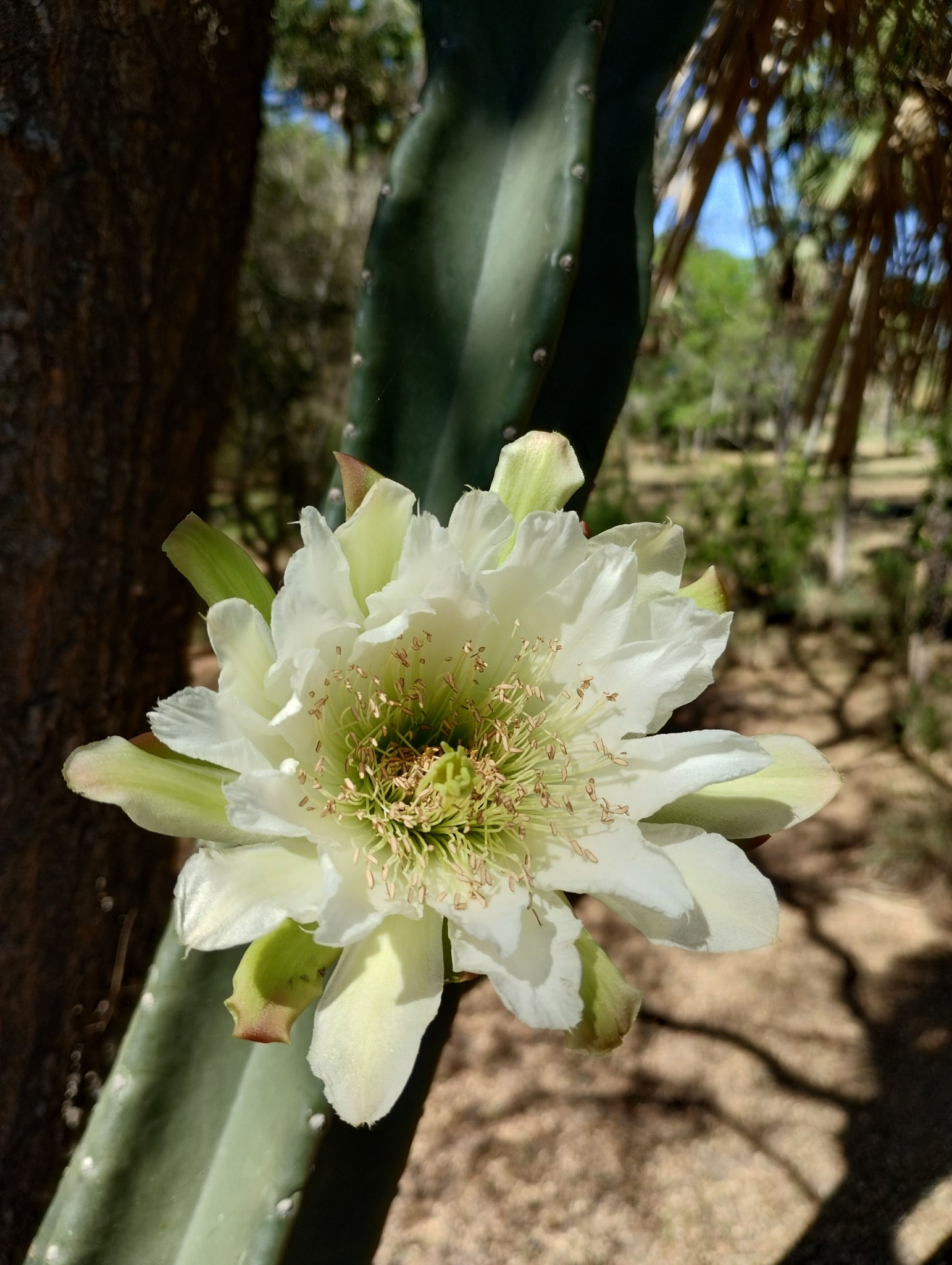
Detalle de la flor
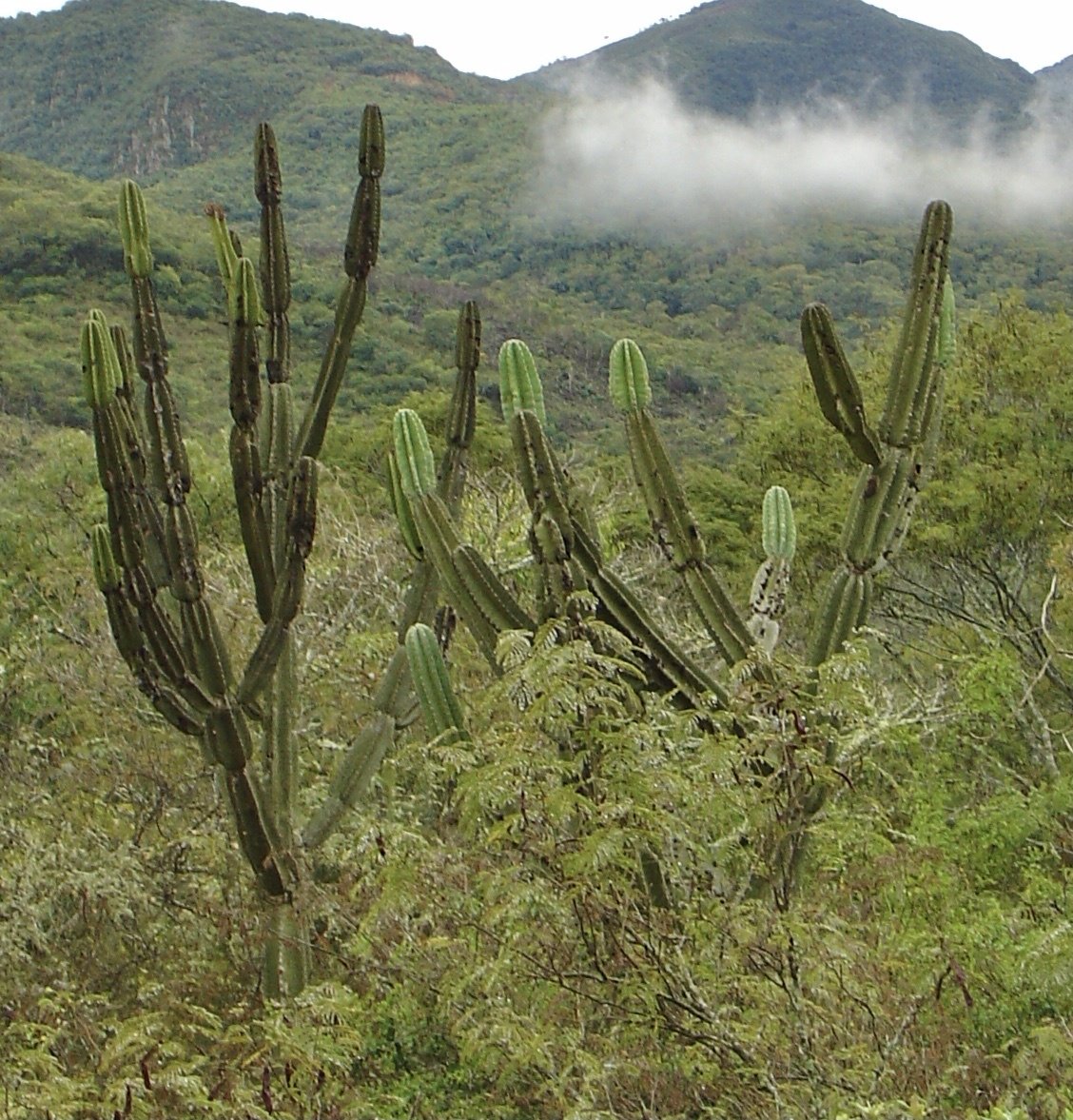
Planta en su hábitat
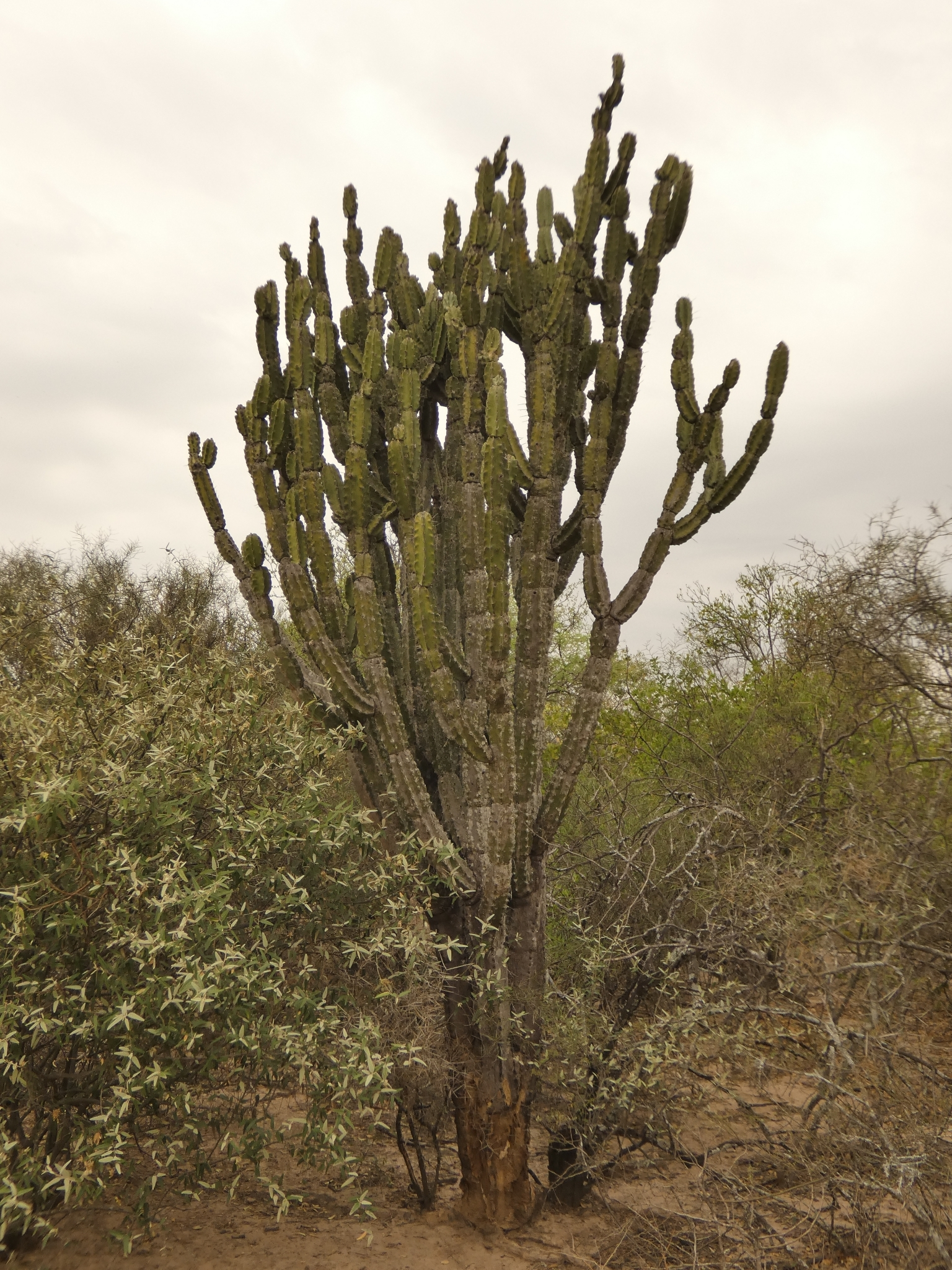
Porte de la planta
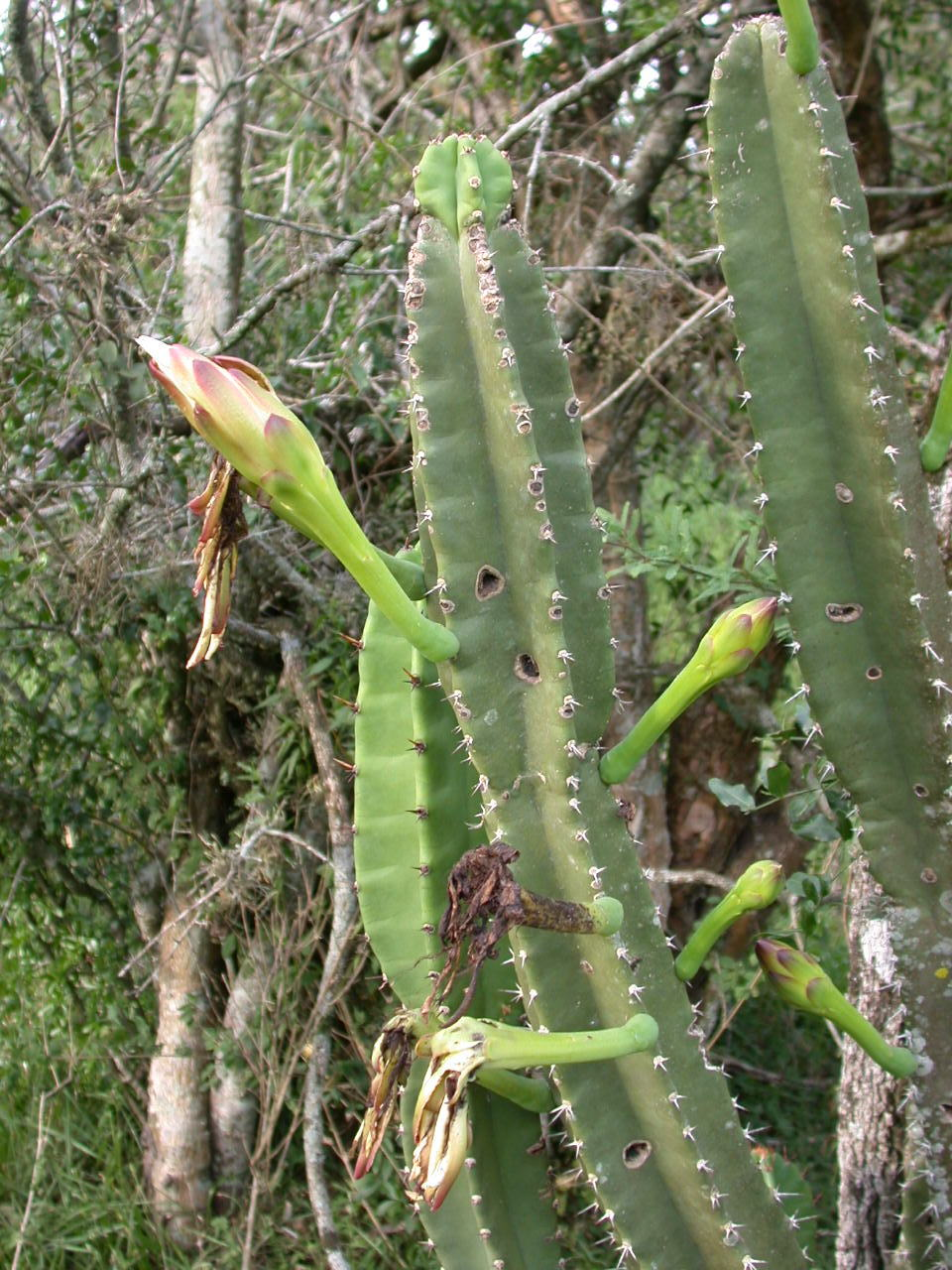
Detalle de los tallos con capullos florales
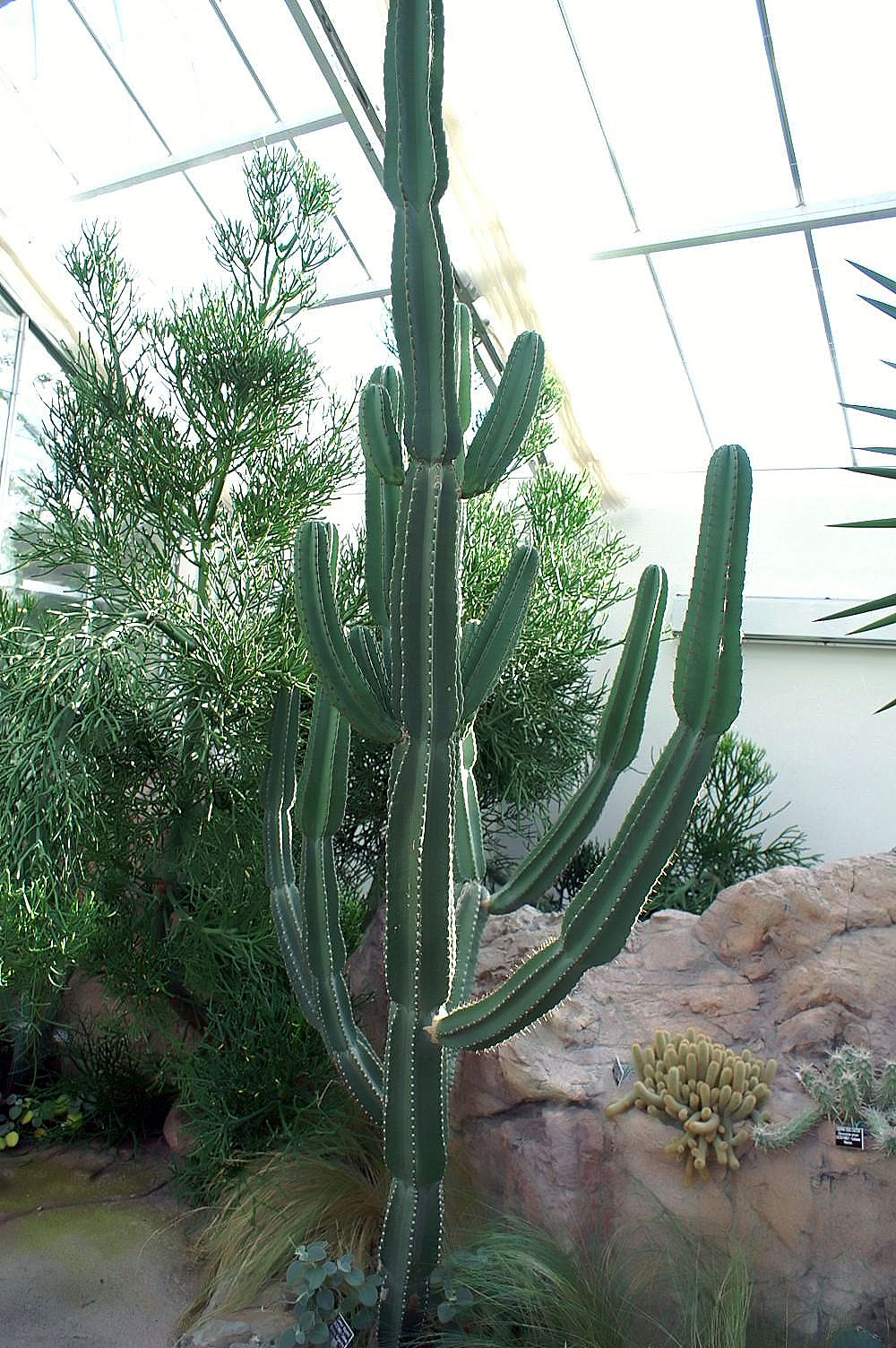
Planta en un jardín botánico de Estados Unidos